# Großheubach
Großheubach est une commune de Bavière (Allemagne), située dans l'arrondissement de Miltenberg, dans le district de Basse-Franconie.
Le décathlonien Guido Kratschmer y est né en 1954.